# Pereca
Pereca je vrsta peciva napravljenog od testa koji se obično oblikuje u čvor. Tradicionalni oblik pereca je karakteristična simetrična forma, sa krajevima dugačke trake testa koji su isprepleteni, a zatim uvrnuti nazad na sebe na poseban način (petlja za perece ili mašna za perece). Danas pereci dolaze u širokom spektru oblika.
So je najčešći začin za perece, nadopunjujući tretman sodom za pranje ili lužinom koji perecima daje tradicionalnu kožu i ukus stečenu Mailardovom reakcijom. Ostali začini su senf, sirevi, šećer, čokolada, cimet, slatka glazura, semenke i orasi. Sorte pereca uključuju meke perece koje treba pojesti ubrzo nakon pripreme i tvrdo pečene perece koje imaju dug rok trajanja.

## Istorija
Postoje brojni nepouzdani izveštaji o poreklu pereca, kao i o poreklu imena; većina pretpostavlja da imaju hrišćansko poreklo i da su ih izmislili evropski monasi. Prema legendi, koju citira nekoliko izvora, uključujući Istoriju nauke i tehnologije, Brajana Banča i Aleksandra Helemansa, 610. godine nove ere „...italijanski monah izmišlja perece kao nagradu deci koja nauče svoje molitve. Trake pečenog testa, presavijene tako da liče na ruke koje ukrštaju grudi, naziva „pretiola“ („mala nagrada(e)“)“. Drugi izvor pronalazak locira u manastiru u južnoj Francuskoj. Istoričar hrane Vilijam Vois Viver (samo) prati poreklo pereca do keltskih čvorova žetve i obožavanja keltske boginje Sirone;međutim, ova asocijacija se ne pojavljuje ni u jednom od drugih retkih pomena ove boginje.
Nemački naziv „Brezel“ može da potiče i od latinskog bracellus (srednjovekovni izraz za „narukvicu“), ili bracchiola ('male ruke').
Pereca je bila u upotrebi kao amblem pekara i nekadašnjih njihovih esnafa u južnonemačkim oblastima najmanje od 12. veka.

## Geografija

### Regioni gornjeg nemačkog govornog područja
Pečenje pereca je najčvršće zaživelo u regionu Frankonije i susednim oblastima gornjeg nemačkog govornog područja, a pereci su vekovima bili sastavni deo nemačke tradicije pečenja. Pereci od lužine su popularni u južnoj Nemačkoj, Alzasu, Austriji i Švajcarskoj na nemačkom govornom području kao raznovrsni hleb, prilog ili užina, a dolaze u mnogim lokalnim varijantama. Pečene za konzumaciju istog dana, prodaju se u svakoj pekari iu posebnim štandovima ili štandovima u centru grada. Često se režu horizontalno, namažu puterom i prodaju kao Butterbrezel, ili dolaze sa kriškama hladnog mesa ili sira. Pod ovim imenom se obično prodaju i pereci punjeni puterom. Susam, mak, suncokret, semenke bundeve ili kima, topljeni sir i komadići slanine su drugi popularni dodaci. Neke pekare nude perece od različitog brašna, kao što su integralna pšenica, raž ili spelta.
U Bavarskoj, perecе od lužine idu uz glavno jelo, kao što je Weiswurst kobasica. Isti postupak pečenja i pečenja sa lugom i solju koristi se za pravljenje drugih vrsta "peciva od lužine": rolnice, lepinje, kroasane, pa čak i vekne. Ipak, u nekim delovima Bavarske, posebno u donjoj Bavarskoj, i dalje su popularne neglazirane „bele” perece, posute solju i kimom. U osnovi, sa istim sastojcima, pereci od lužine dolaze u brojnim lokalnim sortama. Veličine su obično slične; glavne razlike su debljina testa, sadržaj masti i stepen pečenja. Tipične švapske perece, na primer, imaju veoma tanke "ruke" i "debeo stomak" sa rascepom, i veći sadržaj masti. Deblji deo olakšava njihovo rezanje za upotrebu u sendvičima. U bavarskim perecima, krakovi su ostavljeni deblji tako da se ne peku do hrskave i sadrže vrlo malo masti. Prevelike perece se često prodaju na sajmovima ili pivskim festivalima.
Oblik pereca se koristi za razna slatka peciva od različitih vrsta testa (ljuskavo, lomljivo, meko, hrskavo) sa raznim prelivima (glazura, orasi, semenke, cimet). Oko Božića mogu da se prave od mekih medenjaka sa premazom od čokolade. U južnoj Nemačkoj i susednim oblastima nemačkog govornog područja pereci su zadržali svoje originalno versko značenje i još uvek se koriste u raznim tradicijama i festivalima. U nekim krajevima, 1. januara, ljudi jedni drugima daju blago zaslađene perece kvasca za sreću i sreću. Ove "novogodišnje perece" se prave u različitim veličinama i mogu imati širinu od 50 centimetara i više. Ponekad deca posećuju svoje kumove da donesu svoje novogodišnje perece. Prvog maja, zaljubljeni dečaci su slikali perece na vratima obožavanih. S druge strane, naopako okrenuta pereca bi bila znak sramote. Posebno u katoličkim oblastima, kao što su Austrija, Bavarska ili neki delovi Švapske, „Palmov perecа“ se pravi za proslave Cvetne nedelje. Veličine mogu da se kreću od 30 cm do 1 m i mogu težiti do 2,5 kg.
U regionu Rajnе, slatke perece se prave sa petljama punjenim pudingom (puding perece). U Luksemburgu, četvrte nedelje Velikog posta, održava se festival pod nazivom „Nedelja pereca“. Dečaci daju svojim devojkama perece ili kolače u obliku pereca. Veličina simbolizuje koliko mu se ona sviđa. Zauzvrat, ako devojka želi da poveća njegovu pažnju, pokloniće mu na Uskrs ukrašeno jaje. Običaj pereca je obrnut na nedelju pereca tokom prestupnih godina. Ovaj običaj još uvek postoji u nekim oblastima Švapske albe. Istim povodom u Rajnskom Hesenu i Palatinatu, ljudi imaju parade noseći velike perece postavljene na šareno ukrašene stubove.
Tokom posta u Biberahu popularne su „posne perece“. Oni se pre pečenja kratko prokuvaju u vodi, a zatim posipaju solju. Schloss Burg je poznat po specijalitetu starom 200 godina, "Burger perecu". Njegova tekstura i ukus podsećaju na dvopek ili zvibek. Lokalna priča kaže da je recept došao od zahvalnog Napoleonovog vojnika 1795. godine, čije je rane lečila porodica pekara u gradiću Burg. Kulturni značaj pereca za Burg iskazan je spomenikom u čast pekara pereca i obližnjom pešačkom stazom od 18 km pod nazivom „Pеšačka staza pereca“.

### Srbija
U Srbiji se tradicionalno prave Svetosavske perece. To je pecivo koje se priprema za proslavu školske slave Sveti Sava u Srbiji. Ove perece mogu biti različite veličine. Najčešće se ukrašavaju slanim prelivom, napravljenim od brašna i soli, mada postoje i drugačiji recepti. Mogu biti slične bavarskom pecivu, ukrašene krupnom solju, susamom... Mogu se pripremati u domaćinstvu, ali se takođe mogu kupiti u pekarama i to tokom cele godine. Ukoliko ovaj veliki praznik padne u sredu ili petak, kada su dani posta, pravi se posna varijanta ovog peciva.

### Sjedinjene Države
Krajem 18. veka, južnonemački i švajcarski nemački imigranti uveli su perec u Severnu Ameriku. Imigranti su postali poznati kao Holanđani iz Pensilvanije, a vremenom su mnoge ručno rađene pekare pereca naselile seoske oblasti centralne Pensilvanije, a popularnost pereca se proširila.
U 20. veku, meke perece postale su popularne u drugim regionima Sjedinjenih Država. Gradovi kao što su Filadelfija, Čikago i Njujork postali su poznati po svojim mekim perecama. Ključ uspeha bilo je uvođenje novih metoda masovne proizvodnje industrijalizovanog doba, koje su povećale dostupnost i kvantitet, i otvaranje više mesta za distribuciju u školama, prodavnicama i prodavnicama, kao i mestima za zabavu kao što su bioskopi, arene, koncertne dvorane i sportski stadioni. Pre toga, ulični prodavci su prodavali perece na uglovima ulica u drvenim staklenim kutijama.

## Galerija
- Pekar Arent Ostvard i njegova supruga Katarina Kajzersvard, Jan Sten 1658.
- Štand sa perecama u Krakovu
- Novogodišnja pereca iz Štutgarta
- Pereca u obliku jelke
- Viipurinrinkeli pereca
- Slatke perece

## Spoljašnje veze
- Istorija pereca
- The Pretzel Museum